# Burg Puivert
Die Burg Puivert (frz. Château de Puivert) zählte im frühen 13. Jahrhundert zu den Katharerburgen. Im 14. Jahrhundert wurde sie jedoch an der heutigen Stelle komplett neu errichtet. Die Klassifizierung als Monument historique erfolgte im Jahr 1907. Die Burg befindet sich im Privatbesitz, ist aber für die Öffentlichkeit zugänglich.

## Lage
Die Höhenburg liegt bei 605 m auf einem Bergrücken des Quercorb, einem kleinen Landstrich im südfranzösischen Département Aude zwischen den Städten Lavelanet und Quillan etwa 1,5 Kilometer (Fahrtstrecke) östlich der Gemeinde Puivert in einer Höhe von 605 Metern ü. d. M. Auch zu Fuß ist die Burg gut erreichbar; der Höhenunterschied zwischen Ort und Burg beträgt gut 100 Meter.

## Geschichte

### Alte Burg
Erste Erwähnungen der Burg gehen auf das Jahr 1170 zurück – ein Datum, das auch zum verwendeten Steinmaterial (grob oder unbehauene Bruchsteine) passt. Zur Zeit des Albigenserkreuzzuges befand sie sich im Besitz der Familie Congost, die mit den Glaubenslehren der Katharer sympathisierte, weswegen ihre Mitglieder als Häretiker galten. Aus diesem Grund wurde die Burg Ende des Jahres 1210 von der Armee von Thomas Pons de Bruyère, eines Leutnants von Simon IV. de Montfort, eingeschlossen. Nach nur dreitägiger Belagerung kapitulierte die Besatzung der Burg. Der Burgherr, Bernard de Congost, starb im Jahre 1232 auf der nur etwa 20 Kilometer entfernten Burg Montségur. Sein Sohn war angeblich in das Attentat auf die Inquisitoren in Avignonet (1242) verwickelt und gehörte zu den Verteidigern des Montségur in den Jahren 1243/4. Bis 1995 gehörte die Burganlage den Marquis Roux de Puivert.

### Neue Burg
Zu Beginn des 14. Jahrhunderts ließen Thomas de Bruyère, der Enkel von Thomas Pons, und seine Frau Isabelle von Melun, Tochter des Großkammerherrn (grand chambellan) des französischen Königs, unmittelbar östlich der alten Burg (château vieux) die neue Burg (château neuf) errichten. Als Steinmaterial für die sichtbaren Teile des Mauerwerks wurden exakt bearbeitete Hausteine verwendet. Die Wappenschilde der Bauherren – das eine mit einer weiblichen Figur als Aufsatz, das andere mit einer männlichen Figur – sind noch immer am hochgelegenen gotischen Eingangsportal des Bergfrieds zu sehen.

## Architektur

### Wehrmauer

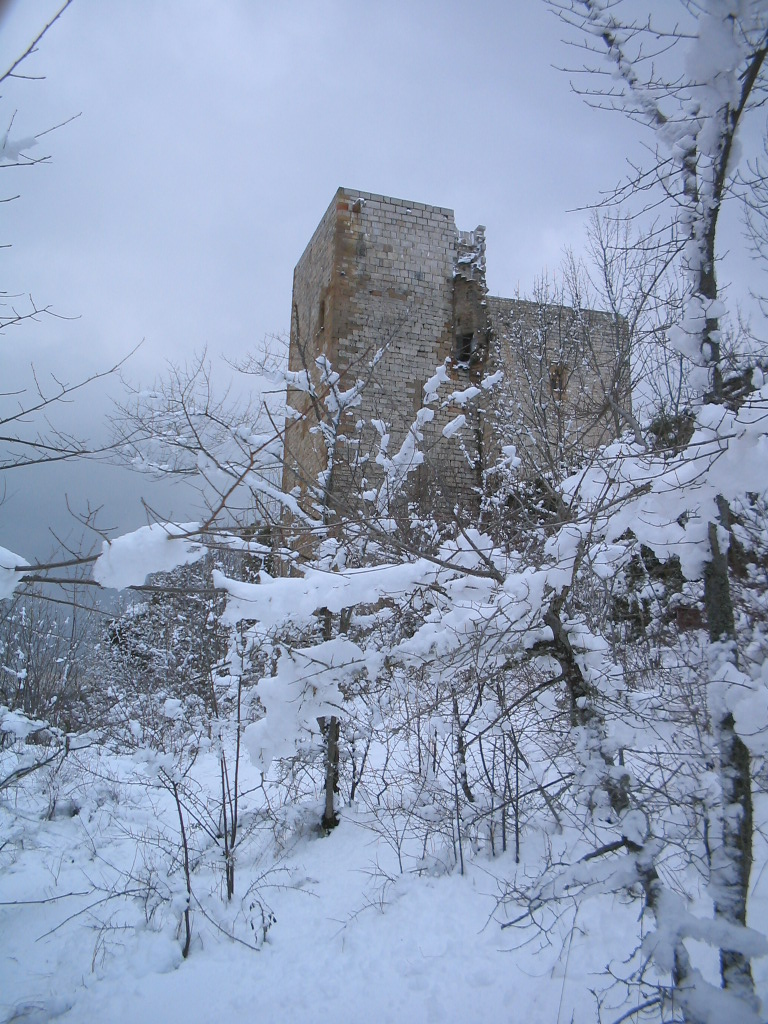
Burg Puivert im Schnee

Nach außen ist der Verteidigungscharakter der Burg unverkennbar. Die ehemals von einem Burggraben, dessen Reste am Haupttor noch zu erkennen sind, umgebene Wehrmauer mit einer Länge von ca. 240 Meter (davon ca. 175 Meter erhalten) bildet ein regelmäßiges Rechteck. Die Mauer war mit zahlreichen Schießscharten und mit Zinnen (créneaux) ausgestattet, die von hölzernen Wehrgängen aus erreichbar waren; ein Teilstück dieser Wehrgänge wurde rekonstruiert. Fünf der ursprünglich acht Türme der Burg sind heute noch erhalten. Der Zugang zur Burg erfolgt über ein mit einem hölzernen Fallgitter versehenes spitzbogiges Tor in einem quadratischen Turm in der Mitte der östlichen Wehrmauer.
Insgesamt umfasst die Wehrmauer im Inneren eine Freifläche von 3.200 m². Einer der Rundtürme zeigt schön bossierte Steine.
Zusätzlich zum Hauptzugang zur Burg verfügt die Burg über zwei weitere Tore:
- eines auf der durch den Bergfried verteidigten Seite im Nordwesten
- ein weiteres im Süden des Bergfriedes, von wo aus der Zugang zur alten Burg ermöglicht wurde.

### Bergfried

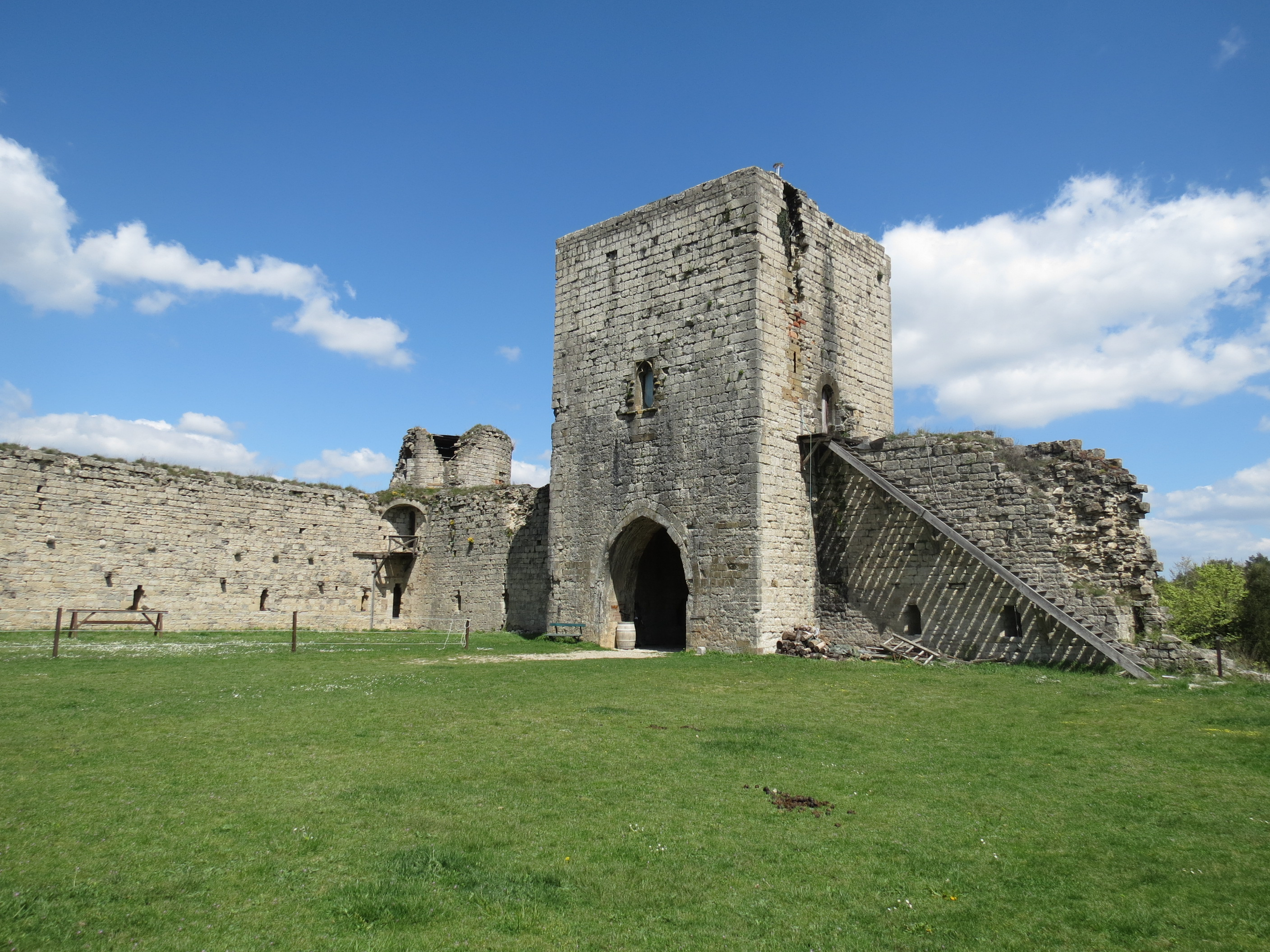
Bergfried (Donjon)

Der quadratische Bergfried (donjon) mit Seitenlängen von etwa 15 Metern und einer Höhe von etwa 32 Metern ist der heute noch am besten erhaltene Teil der Burg. Zu seiner Bauzeit diente er nicht mehr – wie früher – zu Wohnzwecken, sondern in erster Linie als Ort der Repräsentation bei Festen, Besuchen etc. Ursprünglich grenzte der Bergfried an die – zerstörten – Wohngemächer (corps de logis) des Burgherrn an; an der Westseite des Turms sind noch Wandstücke und Zugänge erkennbar, die auf das Vorhandensein der ehemaligen Wohngebäude hindeuten. Die sichtbaren Wände am Außenbau und im Innern des Bergfrieds bestehen aus exakt behauenen Steinen; die Mauerdicke von etwa 1,50 bis 2,20 Metern war jedoch nur mit Füllmaterial aus unbehauenen Steinen zu erreichen.
Der Hocheingang zum Bergfried liegt in etwa 3,20 Meter Höhe über dem Bodenniveau; eine Treppe führt in ein Kellergewölbe mit Spitztonnengewölbe. Unmittelbar neben dem Eingang befindet sich die Wachstube (salle des gardes).

### Burgkapelle
Im dritten Geschoss des Donjons befindet sich die Burgkapelle; sie hat ein achtteiliges spätgotisches Rippengewölbe, dessen Schubkräfte nicht über Wandvorlagen (Halbsäulen) abgeleitet, sondern lediglich von seitlichen Wandkonsolen mit figürlichen Darstellungen abgefangen werden. In eine der vier Wände ist ein mittelalterliches Weihwasserbecken (piscine liturqique) eingelassen.

### Halle der Musiker
Im vierten Stockwerk des Bergfrieds befindet sich die Halle der Musiker (salle des musiciens) die ihren Namen acht Konsolsteinen mit fein herausgearbeiteten Skulpturen von Musikern und ihren Instrumenten verdankt. Tatsächlich weist eine Geschichte darauf hin, dass im 12. Jahrhundert ein berühmtes Treffen von Troubadouren in der alten Burg von Puivert abgehalten wurde. Die dargestellten Instrumente sind Sackpfeife, Flöte, Tamburin, Rebec, Laute, Guiterne (altfranzösisch für Gitarre) oder Quinterne, Orgel, Psalterion und die Fidel (vièle à archet); eines der Instrumente wird manchmal auch als Drehleier interpretiert.

### Dach
Vom ungesicherten Dach des Bergfrieds bieten sich schöne Ausblicke über die Gesamtanlage der beiden Burgen von Puivert sowie über die umgebende Landschaft.

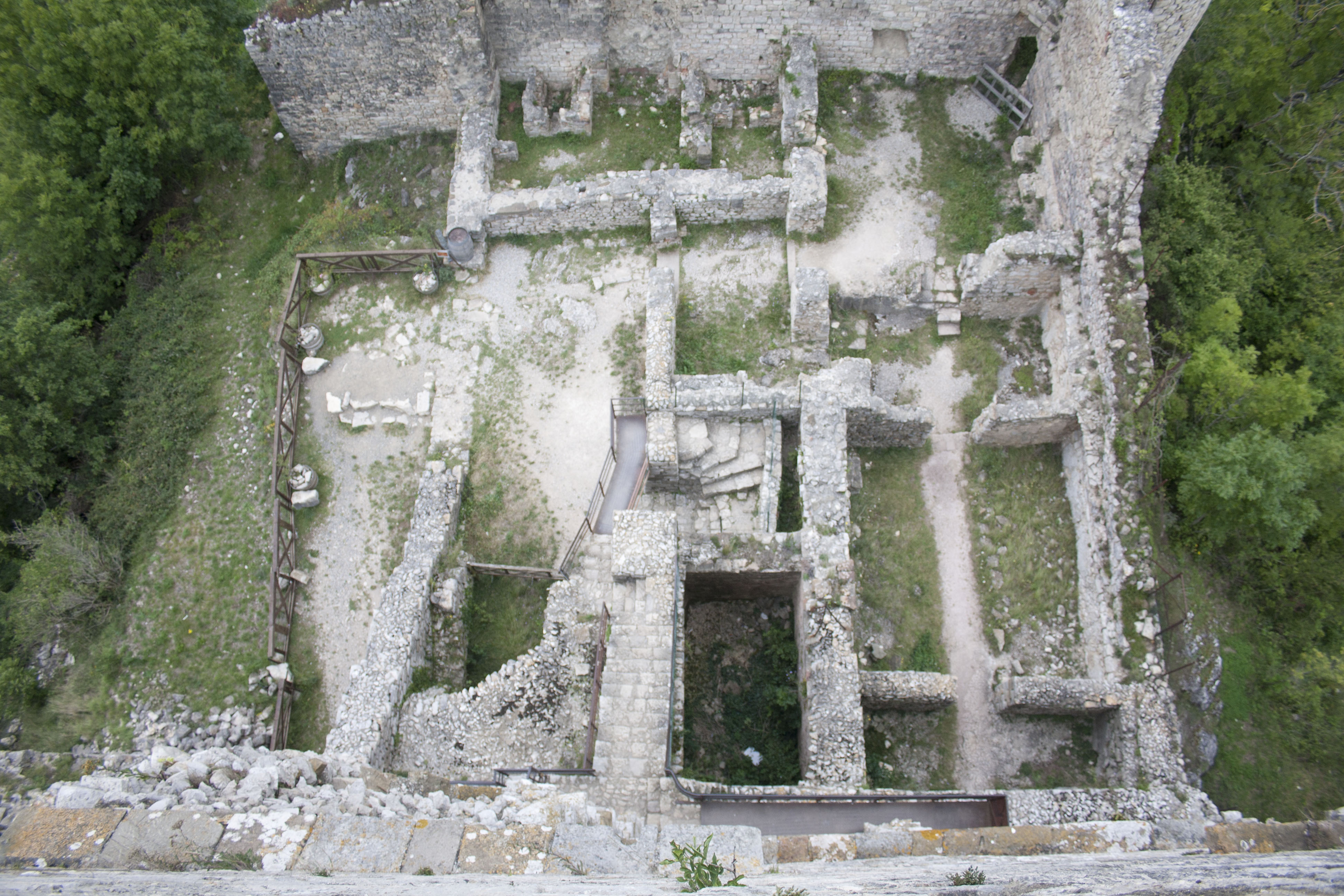
Alte Burg
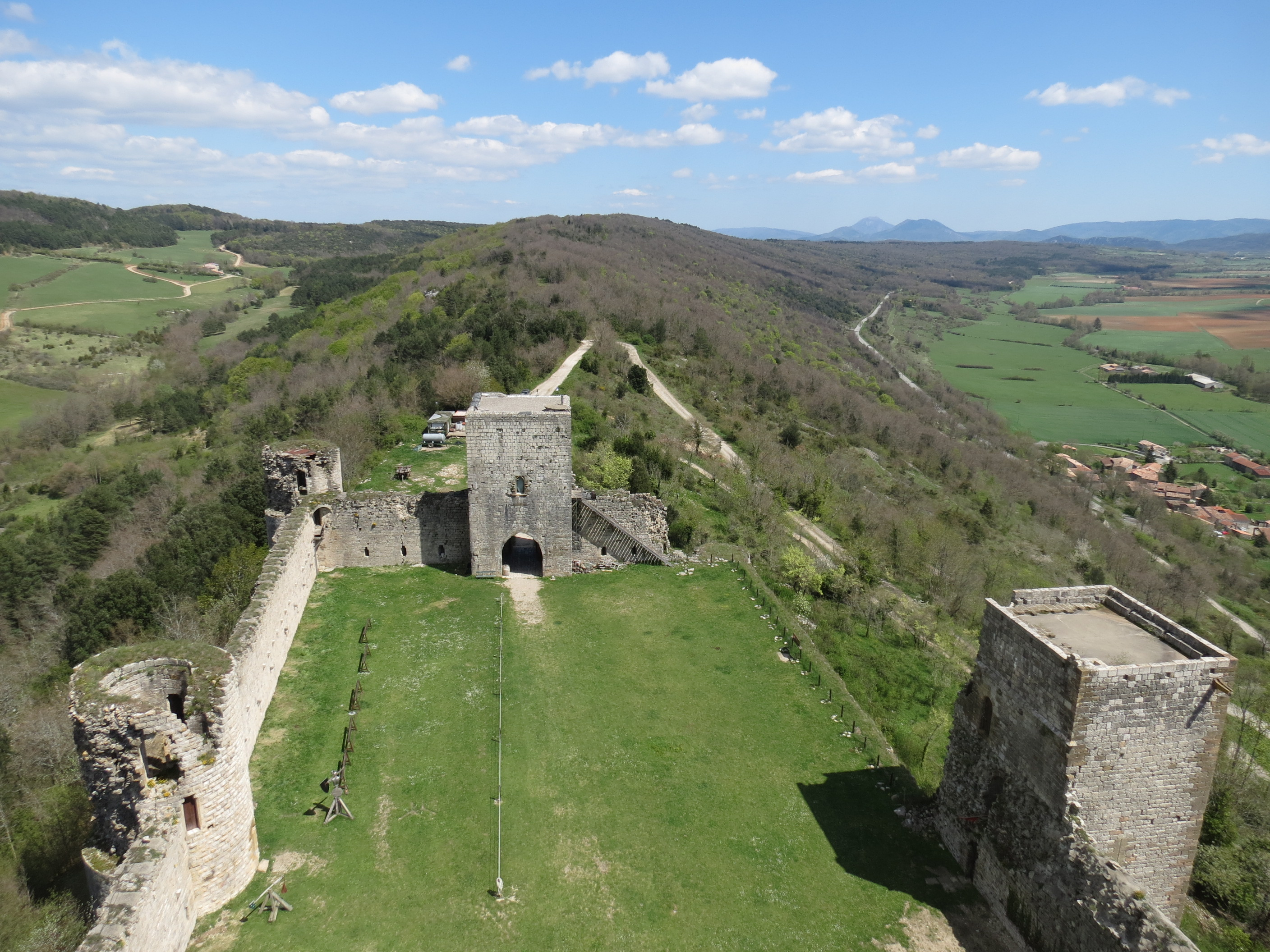
Neue Burg
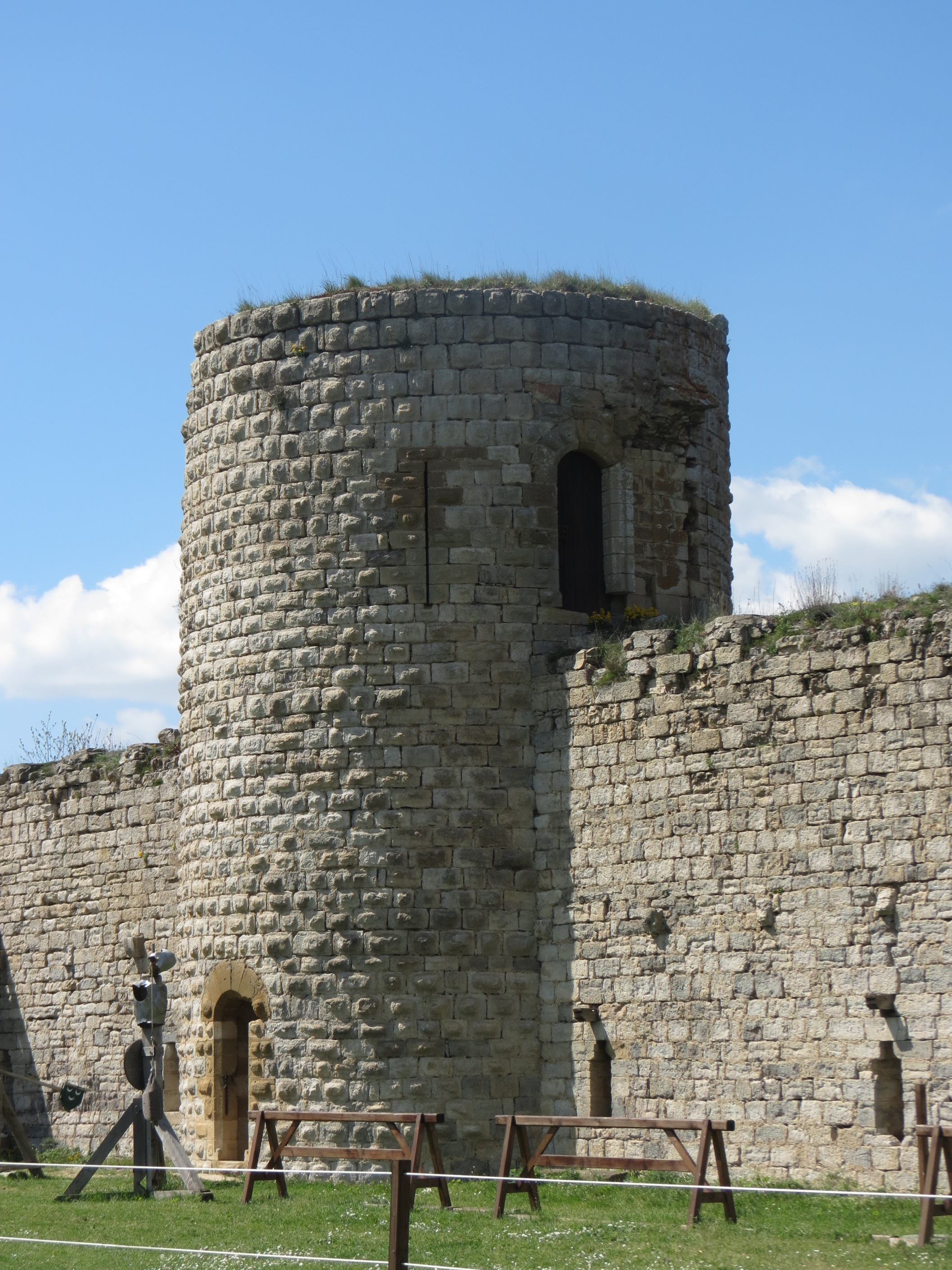
Rundturm
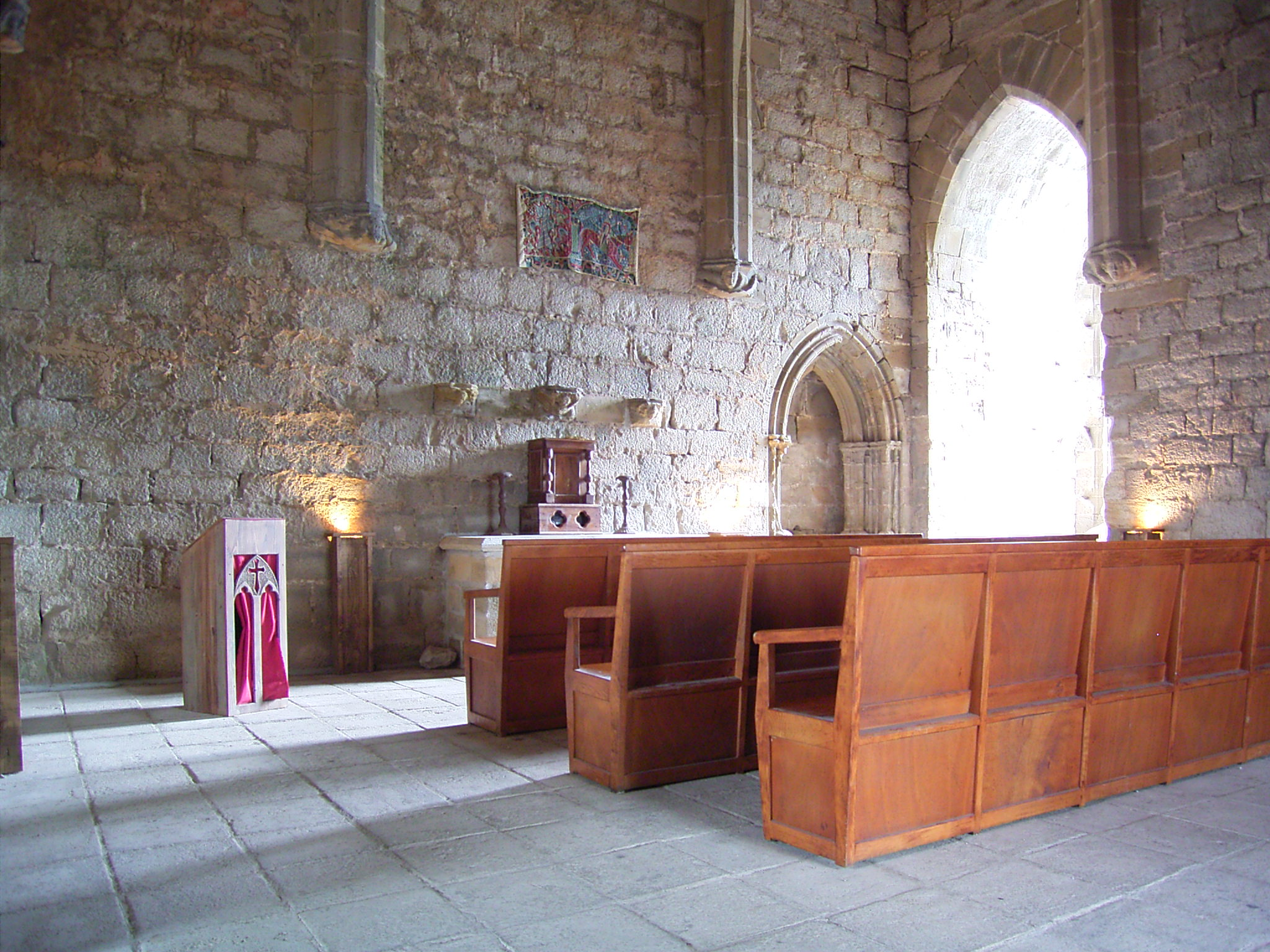
Kapelle

## Filmekulisse
Burg Puivert diente in einigen Filme als Kulisse:
- Die Passion der Beatrice (1987) Regie: Bertrand Tavernier; Hauptrolle: Julie Delpy
- Die neun Pforten (1999) Regie: Roman Polański; Hauptrolle: Johnny Depp
- Nomaden der Lüfte – Das Geheimnis der Zugvögel (2001) Regie: Jacques Perrin u. a.
- Lady Godiva (2008) Regie: Vicky Jewson; Hauptrolle: Phoebe Thomas